# Gazneshk
Gazneshk (persiska: گزنشک) är en ort i Iran.   Den ligger i provinsen Khorasan, i den östra delen av landet, 700 km öster om huvudstaden Teheran. Gazneshk ligger 1 842 meter över havet och antalet invånare är 544.
Terrängen runt Gazneshk är kuperad. Runt Gazneshk är det glesbefolkat, med 10 invånare per kvadratkilometer. Närmaste större samhälle är Sarāyān, 19,6 km väster om Gazneshk. Trakten runt Gazneshk är ofruktbar med lite eller ingen växtlighet.